# Sumación de Lambert
En el análisis matemático, la sumación de Lambert es un método de sumabilidad para una clase de series divergentes.

## Definición
Una serie {\displaystyle \sum a_{n}} es Lambert sumable a A, escrito {\displaystyle \sum a_{n}=A\,(\mathrm {L} )}, si
{\displaystyle \lim _{r\rightarrow 1-}(1-r)\sum _{n=1}^{\infty }{\frac {na_{n}r^{n}}{1-r^{n}}}=A.\,}  Si una serie es convergente a A, entonces es Lambert sumable a A (un teorema abeliano).

## Ejemplos
- {\displaystyle \sum _{n=1}^{\infty }{\frac {\mu (n)}{n}}=0(\mathrm {L} )}, donde μ ; es la función de Möbius. Por tanto, si esta serie converge en absoluto, converge a cero.